# Francesco Corneliani
Francesco Corneliani (Milano, 1740 – Milano, 1815) è stato un pittore italiano.

## Biografia
Nato da Carlo Corneliani, era destinato a diventare gioielliere. Si forma come pittore sotto Sangiorgi all'Accademia Ambrosiana. 
Nel 1760, influenzato dai dipinti di Anton Raphael Mengs, parte per Parma e vi lavora sotto la guida di Carlo Calani che gli trasmette la grazia del colorismo di Correggio. 
Dopo l'esperienza parmense, rientra in Lombardia e vi diventa molto presto un pittore affermato. Suoi committenti e collezionisti sono il conte Giacomo Carrara e membri della famiglia Verri.
A Milano dipinge gli affreschi delle lunette di Casa Candiani.
Dipinge anche le lunette sopra gli altari a lato del coro nella chiesa di San Sebastiano e realizza i ritratti di famiglia nelle pareti di casa Castiglioni. A Bergamo dipinge i Quattro Evangelisti per la chiesa di San Gervasio.
È artista noto per le sue scene arcadiche che uniscono l'ambientazione leggera ed aggraziata del barocchetto ad una salda impostazione figurativa che già prefigura i modi neoclassici. Nella sua produzione si annoverano anche soggetti sacri eseguiti per chiese milanesi, monzesi e bergamasche.
Intimo amico di Andrea Appiani, viene descritto come carattere alieno da intrighi e vanità, pio senza ostentazione e che viveva ritirato, ma sempre pronto a lavorare a opere d'arte e di pietà.